# Stuart Graham
Stuart Graham (Cheshire; 9 de enero de 1942) es un ex-piloto de motociclismo británico, que participó en el Campeonato del Mundo de Motociclismo desde 1962 hasta 1967.

## Carrera
Hijo del campeón del mundo de 500 cc de 1949 Leslie Graham inició su carrera en 1961 con una Honda 125. Al amparo del también piloto Bill Webster, Graham obtiene su primera victoria con una Aermacchi Ala d'Oro 250, en una carrera local. En 1962 realiza su debut en el Mundial, donde obtiene un sexto puesto en el Gran Premio del Úlster de 250cc.
Tras el fallecimiento de Webster en marzo dee 1963, Graham deja la Aermacchi 250 para correr con la AJS 350 y Matchless 500. En el Mundial de 1964 hace su debut en el Tourist Trophy, llegando en la posición 37.º de la categoría Junior TT y 19° en la de Senior TT. Después de una aciago 1965, en el que acabó 17° en Junior TT y se retiró en Senior TT, en 1966 fue contratado por Honda para reemplazar a Jim Redman en la RC166 250 de seis cilindros. Con esta máquina consiguió su primer podio, segundo en Lightweight TT (a casi seis minutos del campeón Mike Hailwood) y sexto en la general del Mundial.
En la temporada de 1967 Graham fue contratado por Suzuki para correr en las categorías de 50 y 125cc. Esa temporada gana dos Grandes Premios, la de 50cc del TT Isla de Man (catorce años después que lo hiciera su padre) y el GP de Finlandia de 125cc.
Retirado a finales de 1967, Graham obtiene una 50 y una 125 para correr de forma privada. La moto sería para Barry Sheene, que la usará para su debut en el Mundial de 1970.
A principios de los 70, comenzaría a competir en carreras de coches clásicos, retirándose en 1980 para centrarse en sus negocios de importación para Honda. Reaparecería en 1986 para disputar una carrera de coches clásicos.

## Resultados en el Campeonato del Mundo
Sistema de puntuación desde 1950 hasta 1968:
| Posición | 1 | 2 | 3 | 4 | 5 | 6 |
| Puntos   | 8 | 6 | 4 | 3 | 2 | 1 |

| Año  | Clase  | Moto      | 1     | 2       | 3     | 4      | 5       | 6       | 7       | 8       | 9       | 10    | 11      | 12    | 13    | Pts | Pos  |
| ---- | ------ | --------- | ----- | ------- | ----- | ------ | ------- | ------- | ------- | ------- | ------- | ----- | ------- | ----- | ----- | --- | ---- |
| 1962 | 250 cc | Aermacchi | ESP - | FRA -   | IOM - | NED -  | BEL -   | ALE -   | ULS 6   | DDR -   | NAT -   |       | ARG -   |       |       | 1   | 29.º |
| 1963 | 500 cc | Matchless |       |         | IOM - | NED -  | BEL -   | ULS 12  | DDR -   | FIN -   | NAT -   | ARG - |         |       |       | 0   | -    |
| 1964 | 350 cc | AJS       |       |         |       | IOM 37 | NED -   |         | ALE -   | DDR -   | ULS -   | FIN - | NAT -   | JPN - |       | 0   | -    |
| 1964 | 500 cc | Matchless | USA - |         |       | IOM 19 | NED -   | BEL -   | ALE -   | DDR -   | ULS -   | FIN - | NAT -   |       |       | 0   | -    |
| 1965 | 350 cc | AJS       |       | ALE -   |       |        | IOM 17  | NED 10  |         | DDR -   | CZE -   | ULS - | FIN -   | NAT - | JPN - | 0   | -    |
| 1965 | 500 cc | Matchless | USA - | ALE -   |       |        | IOM Ret | NED 12  | BEL Ret | DDR -   | CZE -   | ULS - | FIN -   | NAT - |       | 0   | -    |
| 1966 | 250cc  | Honda     | ESP - | GER -   | FRA - | NED -  | BEL -   | RDA 4   | CZE Ret | FIN 2   | ULS Ret | IOM 2 | NAT Ret | JAP - |       | 15  | 6.º  |
| 1966 | 350cc  | AJS       |       | GER 11  | FRA - | NED 4  |         | RDA -   | CZE -   | FIN -   | ULS -   | IOM - | NAT -   | JAP - |       | 3   | 18.º |
| 1966 | 500cc  | Matchless |       | GER 4   |       | NED 5  | BEL 2   | RDA Ret | CZE Ret | FIN Ret | ULS -   | IOM - | NAT -   |       |       | 11  | 8.º  |
| 1967 | 50cc   | Suzuki    | ESP - | GER Ret | FRA 3 | IOM 1  | NED Ret | BEL 3   |         |         |         |       |         |       | JAP 3 | 22  | 3.º  |
| 1967 | 125cc  | Suzuki    | ESP 4 | GER Ret | FRA 4 | IOM 2  | NED 3   |         | RDA 3   | CZE 2   | FIN 1   | ULS 3 | NAT -   | CAN - | JAP 2 | 44  | 2.º  |